# Sigmatomera (Sigmatomera) apicalis
Sigmatomera (Sigmatomera) apicalis is een tweevleugelige uit de familie steltmuggen (Limoniidae). De soort komt voor in het Neotropisch gebied.